# Campbell Flakemore
Campbell Flakemore (Hobart, 6 de agosto de 1992) es un exciclista australiano que fue profesional entre 2011 y 2015.
El 12 de noviembre de 2015 anunció su retirada del ciclismo tras sólo una temporada en la máxima categoría y con 23 años de edad alegando no haberse adaptado a la soledad y a la larga distancia de su hogar.

## Palmarés
2012
- 1 etapa de la New Zealand Cycle Classic

2013
- 2.º en el Campeonato Oceánico Contrarreloj Sub-23
- 1 etapa del Tour de Olympia
- 1 etapa del Tour de Thüringe
- Chrono Champenois

2014
- 1 etapa del Tour del Porvenir
- Campeonato Mundial Contrarreloj sub-23

## Equipos
- Genesys Wealth Advisers/Avanti (2011-2014)
  - Genesys Wealth Advisers (2011-2012)
  - Huon Salmon-Genesys Wealth Advisers (2013)
  - Avanti Cycling Team (2014)
- BMC Racing Team (2015)